# بوبانگ
بوبانگ (به صربی: Bubanj) یک روستا در صربستان است که در Palilula واقع شده‌است.